# Cortland Finnegan
Cortland Temujin Finnegan (* 2. Februar 1984 in Fayetteville, North Carolina) ist ein ehemaliger US-amerikanischer American-Football-Spieler in der National Football League (NFL). Er spielte für die Tennessee Titans, die St. Louis Rams, Miami Dolphins und die  Carolina Panthers als Cornerback. Zuletzt war er bei den New Orleans Saints unter Vertrag.

## College
Finnegan besuchte die Samford University und spielte für deren Team, die Bulldogs, in der Secondary und in den Special Teams College Football. In 44 Partien setzte er 338 Tackles und verteidigte 26 Pässe, außerdem gelangen ihm neun Interceptions. Als Kickoff Returner erzielte er 1.980 Yards Raumgewinn sowie drei Touchdowns.

## NFL

### Tennessee Titans
Beim NFL Draft 2006 wurde er in der siebten Runde als insgesamt 215. Spieler von den Tennessee Titans ausgewählt. Bereits in seiner Rookiesaison kam er in allen Spielen zum Einsatz, zwei Mal sogar als Starter. In den folgenden Spielzeiten entwickelte er sich zur Stütze im Defensive Backfield der Titans. Bis 2011 lief er in allen Begegnungen als Starter auf, nur 2010 musste er verletzungsbedingt drei Partien passen. 2008 wurde er für seine Leistungen in den Pro Bowl berufen.

### St. Louis Rams
Von 2012 bis 2013 war er bei den St. Louis Rams unter Vertrag, wo er sein Niveau hielt. 2013 konnte Finnegan aufgrund einer Fraktur der linken Augenhöhle nur sieben Spiele bestreiten.

### Miami Dolphins
In der Saison 2014 spielte er für die Miami Dolphins, wurde danach aber im März 2015 entlassen, worauf hin er seinen Rücktritt vom Profisport erklärte.

### Carolina Panthers
Dennoch unterschrieb er am 30. November 2015 einen Vertrag bei den Carolina Panthers, nachdem sich deren Starting-Cornerback Charles Tillman verletzt hatte.
Er konnte mit dem Team sogar den Super Bowl 50 erreichen, den sie aber gegen die Denver Broncos verloren.

### New Orleans Saints
Am 12. August 2016 wurde Finnegan von den New Orleans Saints verpflichtet. Er sollte die Defense, die in der Vorsaison pro Spiel 284 Yards im Passspiel zuließ, mit seiner Routine verstärken, wurde aber am 6. September 2016, knapp vor Beginn der Saison, wieder entlassen.